# What I Want (Morgan Wallen)
What I Want è un singolo del cantante country statunitense Morgan Wallen in collaborazione con la cantante canadese Tate McRae, pubblicato il 16 maggio 2025 come quinto estratto dal quarto album in studio del cantante, I'm the Problem.

## Tracce
1. What I Want (feat. Tate McRae) – 3:04

## Classifiche
| Classifica (2025) | Posizione massima |
| ----------------- | ----------------- |
| Australia         | 17                |
| Canada            | 2                 |
| Irlanda           | 21                |
| Norvegia          | 40                |
| Nuova Zelanda     | 17                |
| Regno Unito       | 30                |
| Stati Uniti       | 1                 |
| Svezia            | 80                |